# Future plc
Future plc (også kendt som Future Publishing) er en international medievirksomhed med kontorer i London, Bath, San Francisco, New York og Sydney. Virksomheden beskæftiger over 1200 mennesker på verdensbasis og udgiver blandt andet magasiner og internetsider. Future plc udgiver over 100 magasiner og tiltrækker over elleve millioner unikke brugere til sine internetsider.